# Macrozamia pauli-guilielmi
Macrozamia pauli-guilielmi är en kärlväxtart som beskrevs av Walter Hill och Ferdinand von Mueller. Macrozamia pauli-guilielmi ingår i släktet Macrozamia och familjen Zamiaceae. IUCN kategoriserar arten globalt som starkt hotad. Inga underarter finns listade i Catalogue of Life.